# キト (小惑星)
キト (10793 Quito) は小惑星帯に位置する小惑星。ベルギーの天文学者エリック・エルストがヨーロッパ南天天文台で発見した。
エクアドル共和国の首都、キトから命名された。